# 銀高體䰾
（學名：Barbonymus gonionotus）又名爪哇䰾、爪哇四鬚䰾、爪哇无名鲃，為輻鰭魚綱鯉形目鯉科下的一個種，分布於亞洲湄公河、湄南河、馬來半島、蘇門答臘與爪哇島淡水流域，本魚體高而側扁，呈菱形，背部有隆起，頭小略呈三角形，吻短略突出，具觸鬚2對，體被中大型圓鱗，體色銀白色，背部淺灰褐色，腹側淡白色，背鰭及胸鰭灰白色，略帶淡橘色，腹鰭、臀鰭及尾鰭具明顯的黃色至橘黃色，背鰭硬棘4枚、背鰭軟條8枚、臀鰭硬棘3枚、臀鰭軟條6-7枚，體長可達43公分，棲息在河川、湖泊、水庫及氾濫區中等層水域，屬雜食性，以植物、藻類以及一些無脊椎動物為食，為泰國最重要的水產養殖淡水物種之一，在泰國、寮國和柬埔寨為重要食用魚，也被認為有助於控制水庫中的過度植被。雖然可當觀賞魚，但水族貿易中並不常見。